# Hyalonema thomsoni
Hyalonema thomsoni är en svampdjursart som beskrevs av Marshall 1875. Hyalonema thomsoni ingår i släktet Hyalonema och familjen Hyalonematidae.

## Underarter
Arten delas in i följande underarter:
- H. t. exiguum
- H. t. thomsoni